# Сибія бірманська

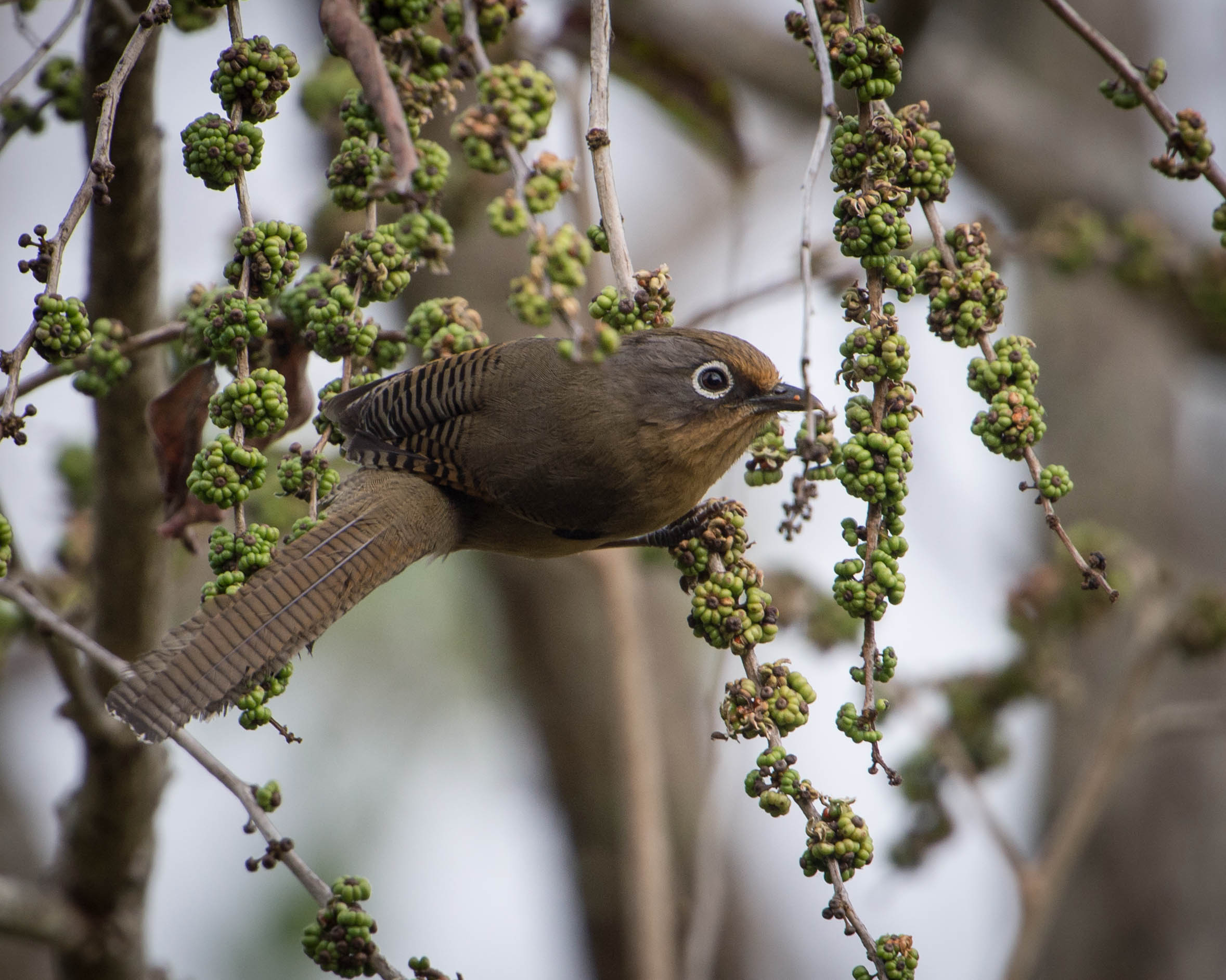
Бірманська сибія

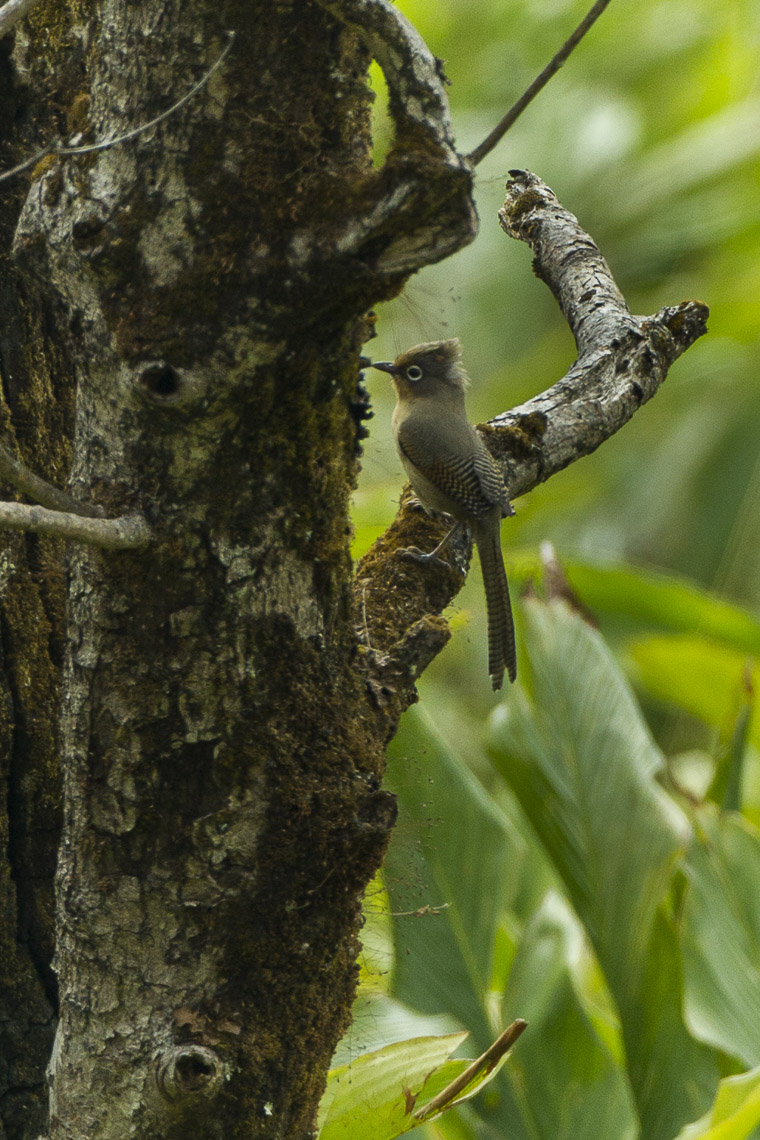
Бірманська сибія

Си́бія бірманська (Actinodura ramsayi) — вид горобцеподібних птахів родини Leiothrichidae. Мешкає в Південно-Східній Азії.

## Підвиди
Виділяють три підвиди:
- A. r. yunnanensis Bangs & Phillips, JC, 1914 — від південно-східного Юньнаню і південного Гуансі до північного В'єтнаму;
- A. r. radcliffei Harington, 1910 — від північно-східної М'янми до південно-західного Юньнаню і північного Лаосу;
- A. r. ramsayi Walden, 1875 — південно-східна М'янма і прилеглі райони Таїланду.

Деякі дослідники ввіжають підвид A. r. radcliffei окремим видом Actinodura radcliffei.

## Поширення і екологія
Бірманські сибії мешкають в Китаї, М'янмі, Таїланді, В'єтнамі і Лаосі. Вони живуть у вологих гірських тропічних лісах, високогірних чагарникових заростях і на гірських луках. Зустрічаються на висоті від 1000 до 2500 м над рівнем моря. Живляться безхребетними і ягодами. Сезон розмноження триває в березні-квітні. В кладці 2 яйця.